# Velie-Nunatak
Der Velie-Nunatak ist ein Nunatak im westantarktischen Ellsworthland. Er ragt 16 km nördlich des Mount Moses im Hudson-Gebirge auf. Mit einer Höhe von 574 m zählt er zu den höchsten Erhebungen dieses Berglands.
Der United States Geological Survey kartierte ihn anhand von Vermessungen und Luftaufnahmen der United States Navy aus den Jahren von 1960 bis 1966. Das Advisory Committee on Antarctic Names benannte ihn 1968 nach Edward C. Velie (* 1938), einem Meteorologen, der 1967 auf der Byrd-Station tätig war.